# Joseph F. Johnston
Pour les articles homonymes, voir Johnston.
Joseph Forney Johnston, né le 23 mars 1843 et mort le 8 août 1913, est un homme politique démocrate américain. Il est gouverneur de l'Alabama entre 1896 et 1900 puis sénateur du même État entre 1907 et 1913. Il meurt en fonction.

## Biographie
Né dans le comté de Lincoln, en Caroline du Nord, le 23 mars 1843, il s'installe à Talladega en Alabama à l'âge de dix-sept ans. Au début de la guerre civile, Johnston s'enrôle comme soldat dans l'armée des États confédérés. Il a servi pendant toute la durée de la guerre, recevant des blessures à Chickamauga, Spotsylvania, New Market, et Petersburg. À la fin de la guerre, il atteint le grade de capitaine.
Après la guerre, Johnston étudia le droit sous la direction de William H. Forney et fut admis au barreau. Il entre pour la première fois dans l'arène politique en 1890, quand il se présente au poste de gouverneur de l'Alabama, mais perd face à Thomas G. Jones. En 1896, il se présente à nouveau et l'emporte, occupant deux mandats consécutifs de deux ans en tant que gouverneur de l'État.
En 1890, Johnston décida de ne pas briguer un autre mandat, et défia John Tyler Morgan aux élections sénatoriales. Morgan ayant défait Johnston, celui-ci s'est présenté pour un troisième mandat de gouverneur contre le sortant William D. Jelks. La révélation de plusieurs scandales impliquant Sloss Iron & Steel, entreprise qu'il préside, ainsi que des désordres dans le système carcéral, atteint Johnston, et il finit par lui faire perdre l’élection.
Johnston obtient cependant un nouveau poste politique en étant élu pour terminer le mandat du sénateur Edmund Pettus décédé en 1907. Johnston est réélu en 1909 et sert au Sénat jusqu'à sa mort d’une pneumonie en 1913.